# یه‌وا باغداساریان
یه‌وا باغداساریان (ارمنی: Եվա Բաղդասարյան؛  ۲۸ نوامبر ۱۹۹۴) یک بازیگر اهل ارمنستان است. وی بین سال‌های - تا - میلادی فعالیت می‌کرد.

## زندگی‌نامه
وی در ۲۸ نوامبر ۱۹۹۴ در ایروان به دنیا آمد . 

## گزیده فیلمشناسی
از فیلم‌ها یا برنامه‌های تلویزیونی که وی در آن نقش داشته است می‌توان به مادر جایگزین (مجموعه تلویزیونی ارمنستانی) (۲۰۱۶) اشاره کرد.